# Terry Wayne Virts
Terry Wayne Virts (* 1. Dezember 1967 in Baltimore, Maryland) ist ein ehemaliger US-amerikanischer Astronaut.

## Astronautentätigkeit

### STS-130
Am 5. Dezember 2008 wurde seine Teilnahme an der Mission STS-130 als Pilot bekannt gegeben. Der Start fand am 8. Februar 2010 statt, die Landung am 22. Februar.

### ISS-Expedition 42 und 43
Virts flog mit dem Raumschiff Sojus TMA-15M am 23. November 2014 zur Internationalen Raumstation. Für die ISS-Expedition 42 arbeitete er zunächst als Bordingenieur, bevor er am 11. März 2015 das Kommando der ISS-Expedition 43 übernahm. Die Rückkehr zur Erde erfolgte am 11. Juni 2015. Während des zweiten Außenbordeinsatzes der Expedition 42 kam es in seinem EMU-Helm  zu einer geringen Ansammlung von Wasser. Ein ähnlicher Raumanzugunfall geschah auch am 16. Juli 2013 während des 3. Ausstiegs der ISS-Expedition 36 in einer erheblich größeren Menge beim Astronauten Luca Parmitano.
Virts verließ die NASA am 23. August 2016.

## Zusammenfassung
| Nr. | Mission                       | Funktion                     | Flugzeitraum                      | Flugdauer      |
| --- | ----------------------------- | ---------------------------- | --------------------------------- | -------------- |
| 1   | STS-130                       | Pilot                        | 8. – 22. Februar 2010             | 13d 18h 06min  |
| 2   | Sojus TMA-15M (ISS 42 und 43) | Bordingenieur/ISS-Kommandant | 23. November 2014 – 11. Juni 2015 | 199d 16h 42min |

## Privates
Virts ist verheiratet und hat zwei Kinder.